# Dysgonia interpersa
Dysgonia interpersa  là một loài bướm đêm thuộc họ Erebidae. Nó được tìm thấy ở Indonesia.